# Alstone
Alstone är en by i civil parish Teddington, i distriktet Tewkesbury, i grevskapet Gloucestershire i England. Byn är belägen 10 km från Cheltenham. Alstone var en civil parish 1866–1935 när det uppgick i Teddington. Civil parish hade 50 invånare år 1931.